# クラリアント
クラリアント（独: Clariant AG）は、スイス・バーゼル＝ラント準州・ムッテンツに本社を置くスペシャルティケミカルを製造するグローバル企業である。ケアケミカル事業(機能化学品、オイル＆マイニングサービス)、触媒事業、アドソ―ベンツ＆添加剤事業(＊アドソ―ベンツ＝吸着剤)の3つの戦略事業を持つ。ヨーロッパ、北アメリカ、南アメリカ、中国、インド、日本など、世界50カ国以上に現地法人、68カ所に生産拠点を有している。
日本法人はクラリアントジャパン株式会社およびクラリアント触媒株式会社。静岡県掛川市、富山県富山市に生産工場、研究開発センター及びテクニカルセンターを構える。
スイス証券取引所上場企業（SIX: CLN）。

## 沿革
- 1995年：サンドからの化学品部門のスピンオフにより設立。
- 1997年：ヘキスト社のスペシャリティケミカル部門を買収。
- 2000年：BTP社を買収。
- 2006年：チバ社のマスターバッチ部門を買収。製薬ファインケミカル部門を売却。
- 2011年：触媒事業部の前身となるズードケミー(Süd-Chemie)社を買収。
- 2013年：テキスタイル化学品、ペーパー化学品事業をSKキャピタル社に売却。
- 2014年：レザーサービス事業をスタール社、洗浄＆中間体事業をWeylchemに売却。
- 2016年：アメリカのKel-Tech社、X-Chem社を買収。
- 2017年：アメリカのハンツマン社と対等合併を計画したが、相互の合意に基づき中止したことを発表。
- 2018年：サビック社が25%の株式を取得し、筆頭株主になる。
- 2019年：ヘルスケアパッケージ事業を売却。
- 2020年：マスターバッチ事業をPolyOne社(現Avient社)に売却。
- 2022年：顔料事業をホイバッハ社、SKキャピタル社に売却。
- 2024年：ルーカスマイヤーコスメティックス社を買収。

## 事業内容
ケアケミカル事業（機能化学品）
界面活性剤を製造、販売しており、用途は化粧品、洗剤、潤滑剤、塗料、農薬、建材、自動車用ブレーキ液、航空機用融氷剤など多岐にわたる。製造工場を静岡、テクニカルセンターを静岡と東京に有し、国内のユーザーに対して優れた製品・サービスを提供している。2021年には、印インディアン・グリコールズ社と合弁を設立し、100%植物由来の界面活性剤、ポリエチレングリコール(PEG)を展開している。
触媒事業
原料の不純物除去用吸着剤、オレフィン精製、スチレン製造触媒などを提供する石油精製および石油化学分野、アンモニアや水素製造などの合成ガス分野、発電用エンジンの排ガス処理分野、選択的酸化・水素化が求められるスペシャリティケミカル分野など、広範囲にわたる産業に向けて高性能触媒を提供している。顧客との共同開発により、特定の要件に合わせたオーダーメイド触媒の製造にも力を入れている。
添加剤・吸着剤事業
ワックス、リン系難燃剤、各種安定剤(酸化防止剤、光安定剤、紫外線吸収剤など)および吸着剤を取り扱う。プラスチック製品や、自動車、電気電子、農業用、塗料、インキ、接着剤、マスクやおむつなどの衛生用品の添加剤として、適用用途は多岐にわたる。近年は米ぬかを原料とした植物由来のワックスや、再生可能原料を用いたワックス、難燃剤を開発・上市している。

## 日本法人及び拠点
クラリアントジャパン株式会社
本社: 東京都文京区本駒込2-28-8 文京グリーンコートセンターオフィス9階
事業: ケアケミカル、アドソーベンツ&添加剤
設立: 1966年9月6日
代表者: 伊藤弘治（代表取締役社長）
主要株主: クラリアント（スイス）100%
資本金: 450 百万円
クラリアント触媒株式会社
本社: 東京都文京区本駒込2-28-8 文京グリーンコートセンターオフィス9階
事業: 触媒
設立: 1964年10月1日
代表者: 伊藤弘治（代表取締役社長）
資本金: 543百万円
主要株主: クラリアント（スイス）61.45% 日産化学株式会社 38.55%
本社
東京都 文京区
生産工場
- 静岡県 掛川市（ケアケミカル事業）
- 富山県 富山市（触媒事業）

研究開発センター
- 富山県 富山市（触媒事業）

テクニカルセンター
- 静岡県 掛川市（ケアケミカル事業）
- 東京都 文京区（ケアケミカル事業）